# Capitan Harlock
Capitan Harlock (宇宙海賊キャプテンハーロック?, Uchū kaizoku kyaputen Hārokku) è un manga di fantascienza scritto e illustrato da Leiji Matsumoto, pubblicato in Giappone dal 1977 al 1979 dalla Akita Shoten. Dall'opera è stata tratta una serie televisiva anime diretta da Rintarō e prodotta dalla Toei Animation, e che fu trasmessa in Giappone su TV Asahi dal 1978 al 1979. 
A questa prima serie ne sono seguite altre, oltre a una serie di lungometraggi cinematografici, l'ultimo dei quali Capitan Harlock del 2013. Il personaggio compare come comprimario anche in altre serie come Galaxy Express 999.

## Trama

Il Jolly Roger di Capitan Harlock issato sull'Arcadia

In un lontano futuro, il capitano Harlock è un militare emarginato diventato pirata - alla guida di una astronave spaziale, l'Arcadia - dopo essersi ribellato al governo della Terra e all'apatia generale che caratterizza l'umanità dell'anno 2977. Il Governo Unificato della Terra guida un pianeta in pace, in cui le persone vivono in uno stato di perenne indifferenza rispetto a quello che accade nel mondo e intorno a esso. Le macchine hanno sostituito l'uomo nei lavori più comuni. A causa dell'avidità umana i mari sono stati quasi prosciugati e molti beni vengono attinti da altri pianeti perché ormai la Terra non ha più risorse. La classe dirigente, rappresentata dal Primo Ministro, è intenta solo a racimolare voti alle elezioni e a negare l'evidenza dei gravi problemi. Le persone che non condividono questo tipo di mentalità sono emarginate e considerate fuorilegge, come appunto Harlock e la sua ciurma o altri idealisti considerati eccentrici, come il professor Dayu e la sua famiglia.
Questo stato di apatia non viene turbato nemmeno dall'arrivo sulla Terra di una misteriosa e gigantesca sfera nera, chiamata Pennant, che precipitando causa un immane disastro. Sulla sfera sono incisi strani simboli maya sui quali Harlock inizia a indagare scoprendo che l'oggetto è stato inviato come monito dal pianeta Mazone intenzionato a conquistare la Terra. Le incisioni riportano: Mazone è nella terra, Mazone è nell'acqua, Mazone è nell'aria, Mazone è nel fuoco, Mazone è nello spazio. Dopo l'arrivo della sfera, vengono assassinati alcuni eminenti scienziati, tra cui il professor Dayu. Tadashi, figlio del professor Dayu, scopre che l'assassino è una donna aliena; quindi, per spirito di vendetta e ribellione verso la società indifferente, si arruola nella ciurma di Harlock il quale comincia una guerra solitaria a bordo della sua astronave contro le Mazoniane, per salvare la Terra.
Harlock, quando non è in combattimento, trova il tempo di scendere sulla Terra e fare visita all'orfanella Mayu, figlia del suo migliore amico, una bambina di sette anni che vive in un collegio. Mayu viene spesso maltrattata a causa della sua amicizia con Harlock che legalmente è il suo tutore e viene spesso utilizzata come esca dal ministro della difesa Kirita per cercare invano di catturarlo. 
Aiutato dallo spirito del defunto amico Tochiro Oyama - padre di Mayu e costruttore dell'Arcadia - rimasto all'interno del computer della nave pirata, Harlock riesce a danneggiare gravemente la flotta mazoniana e a salvare la Terra. Harlock attacca la nave ammiraglia e si scontra in duello con la regina delle Mazoniane, Raflesia, costringendola ad abbandonare i suoi propositi di conquista. Le mazoniane rimaste tentano un ultimo disperato assalto alla terra, ma vengono sterminate. Infine, Harlock si separa dai membri del suo equipaggio per permetter loro di costruirsi una nuova vita sulla Terra e riprende il suo viaggio nel cosmo in cerca di nuove avventure.

## Personaggi

### Equipaggio dell'Arcadia
Kei Yuki (有紀 蛍?, Yūki Kei). Una bella ragazza bionda che è vicecomandante dell'equipaggio di Harlock al momento in cui Tadashi sale a bordo. Figlia sedicenne di uno scienziato, ha incontrato Harlock per la prima volta quando egli fece irruzione in una navetta che la stava riportando sulla Terra come prigioniera dopo che la ragazza aveva aggredito un ufficiale militare che aveva sminuito la morte di suo padre. Nella prima serie sembra che lei nutra dei sentimenti per Harlock, mentre nella seconda serie sembra propensa romanticamente verso Tadashi Daiba, anche se i due rimangono in un'amicizia platonica. Lei è la caponavigatrice e l'ufficiale scientifico dell'Arcadia e il secondo più giovane membro dell'equipaggio dopo Tadashi.
Tadashi Daiba (台羽 正?, Daiba Tadashi) (Tadashi Daio nell'adattamento italiano dell'anime). Daiba è la porta fra lo spettatore e il mondo di Harlock. Figlio quattordicenne di uno scienziato che è stato ucciso da una mazoniana, si è unito all'equipaggio dell'Arcadia in seguito alla morte del padre. Ha perso la madre in un incidente su Tritone, un satellite di Nettuno, quando le sue richieste di aiuto sono state ignorate dal governo indifferente. Tadashi è a volte in conflitto con Harlock all'inizio della serie, ma in seguito diventa una parte importante dell'equipaggio e spesso opera come pilota dei caccia di ricognizione.
Meeme (ミーメ?, Mīme) (Meet nell'adattamento italiano dell'anime). Una misteriosa donna aliena con lunghi capelli blu che vive di alcool e possiede poteri psichici e psionici, è l'ultima sopravvissuta del suo pianeta natale Jura, da cui è stata salvata da Harlock. Dopo il suo salvataggio, Meeme è entrata a far parte dell'equipaggio dell'Arcadia e ha consacrato la sua vita ad Harlock in segno di gratitudine per averla salvata. È la compagna e confidente di Harlock ed è disposta a proteggerlo ad ogni costo quando necessario. Non sembra avere una bocca (a quanto pare una caratteristica comune nella fisiologia dei jurani), ma è in grado di assumere liquidi come un umano. Ha una personalità tranquilla e sensibile e anche se non ha una posizione ufficiale a bordo dell'Arcadia aiuta il dottor Zero a prendersi cura dei membri dell'equipaggio feriti nei momenti di bisogno. La sua natura empatica la rende preziosa in capacità di consulenza (ad esempio, quando consola Masu in seguito alla perdita del fidanzato). Ama molto suonare l'arpa.
Yattaran (ヤッタラン?). Primo ufficiale di Harlock nell'Arcadia, è solitamente raffigurato in modo comico nella serie, ma quando una battaglia contro le minacce aliene è imminente egli è sempre al fianco del capitano. È anche un brillante matematico e ha un grande interesse nella costruzione di modellini in plastica di navi (in un episodio viene visto costruire un modello in scala dell'Arcadia). Yattaran si basa sul mangaka Kaoru Shintani (meglio conosciuto per Area 88), che all'inizio della sua carriera ha lavorato per Matsumoto costruendo modellini come riferimento.
Dr. Zero (ドクターゼロ?). Il capo ufficiale medico. Come Yattaran, ricopre un ruolo comico specialmente quando discute con la cuoca di bordo, Masu, sulle sue incursioni in cucina per ottenere la sua bevanda preferita, il sakè. Ha un gatto chiamato Mi-kun, che adottò dopo che la madre moribonda lo aveva lasciato nell'ufficio di Zero. Successivamente Zero si unì all'equipaggio di Harlock, portandosi dietro il gatto. Nella battaglia finale indossa un'armatura da samurai.
Maji (魔地?). Il capo ingegnere.
Masu-san (ますさん?). La cuoca di bordo. Masu Tsunajima è una zitella irascibile, che non tollera che la sua cucina venga perquisita dal dottor Zero o dal suo gatto. Anche lei è un personaggio comico della serie, benché fosse destinata a sposare il suo fidanzato, Gozo Otowara, prima che le circostanze impedissero al matrimonio di avere luogo. Anni dopo si riconcilia con Gozo in una breve comunicazione prima che egli venga ucciso da una mazoniana.

### Personaggi di supporto
Mayu Ōyama (大山まゆ?, Ooyama Mayu). Personaggio esclusivo dell'anime, figlia di Tochiro Oyama e della regina pirata Emeraldas. Harlock la prende sotto la sua ala dopo la morte di Tochiro e la partenza di Emeraldas, ma non può restare con Harlock a causa del desiderio di Tochiro che lei rimanga sulla Terra. Viene rapita dal suo collegio dalle mazoniane e tenuta prigioniera in vari posti, creando sempre nuove trappole per Harlock. L'esperienza la traumatizza al punto che quando Harlock la libera, Mayu non riesce più a dormire. Solo l'intervento ipnotico dello spirito del padre, celato nell'Arcadia, riesce a farla tornare normale. Mayu viene riportata sulla Terra ed affidata a Kirita. Il legame tra Harlock e Mayu è rappresentato dall'ocarina che entrambi suonano e che viene regalata alla bambina dal pirata spaziale nella prima puntata della serie. Il nome della melodia dell'ocarina è "Mayu Theme".
Prof. Tsuyoshi Daiba Tochirō Ōyama (大山トチロー?, Ooyama Tochirō). Vecchio amico di Harlock e capo costruttore dell'Arcadia. Morì di malattia durante la serie SSX, ma la sua coscienza sopravvive all'interno del computer della nave. Sposò Esmeralda e dopo alcuni anni di matrimonio nacque la loro figlia Mayu.
Emeraldas (エメラルダス). Chiamata "Esmeralda" nel doppiaggio italiano; a seconda degli eventi narrati nelle diverse storie è la figlia di Andromeda Prometheum (regina dei mille anni), sorella gemella di Maetel/Maisha, la moglie di Tochiro e madre di Mayu. In questa serie compare in un episodio sulla storia della costruzione dell'Arcadia, in cui decide di utilizzare una navicella spaziale per seguire la bara di Tochiro nello spazio dopo la sua morte.
(Tsuyoshi Daio nell'adattamento italiano dell'anime). Il padre di Tadashi Daiba, astronomo e scienziato. Era uno dei pochi scienziati ad aver visto la minaccia degli alieni e tentò di mettere in guardia il governo della Terra prima di essere ucciso da una mazoniana. Tadashi, colpito dall'assassinio del padre, si unisce all'equipaggio dell'Arcadia per cercare la sua vendetta.
Mitsuru Kirita (切田 満?, Kiruda Mitsuru). Personaggio esclusivo dell'anime. Il capo delle forze di difesa della Terra, egli è nemico giurato di Harlock e non si fermerà davanti a nulla per cercare di eliminarlo. All'inizio della sua vita, Kirita subì la perdita del padre, un agente segreto del governo, durante una missione sfortunata, seguito da sua madre e sua sorella minore Tami. Incolpando il governo per la morte della sua famiglia, ascese i gradi militari al fine di attuare un cambiamento per il meglio e, come il professor Daiba prima di lui, cercò invano di mettere in guardia il governo terrestre dell'invasione di Mazone. Kirita alla fine mette da parte il suo rancore per Harlock e si sacrifica in difesa del computer principale dell'Arcadia contro i soldati di Mazone. Per tutta la serie è costantemente preoccupato del benessere di Mayu, arrivando anche al punto di prendersi una puntura di scorpione per lei.

### Mazone
Mazone, i principali antagonisti della serie, sono una razza di esseri intelligenti a base vegetale, principalmente di aspetto umano femminile. Poiché la razza si riproduce come le piante, il loro sesso femminile è solo apparente. Quando una mazoniana muore colpita da un raggio laser, il suo corpo brucia come carta, per combustione spontanea fino a ridursi in cenere. È un razza antica, molto evoluta tecnicamente e governata da un'élite guerriera, fedele alla regina. Dopo la distruzione del pianeta Mazone le mazoniane si spostano in lunga carovana di astronavi, raminghe, per l'universo, alla ricerca di una nuova patria. Al centro della carovana sta la nave ammiraglia della regina Raflesia, circondata dalle sue truppe scelte. Nel loro cammino conquistano altri mondi e sterminano o riducono in schiavitù gli altri popoli. Alcune mazoniane sono dotate di poteri psichici. Le defezioni di alcuni membri sono considerati tradimenti e puniti con la morte. Il loro obiettivo ora è la Terra, loro antico pianeta d'origine.
Regina Raflesia (女王ラフレシア ?, Jo'ō Rafureshia). L'antagonista principale della serie, è la monarca regnante di Mazone in cui è determinata a condurre sulla Terra il suo popolo che vaga ramingo nello spazio. Bella quanto spietata, crudele e inquietante, Raflesia governa con pugno di ferro il popolo mazone dalla sua nave ammiraglia, che occupa il centro della carovana, dove vive in un certo lusso, potendo anche nuotare in una piscina. Una volta era una sovrana saggia e gentile, ma la disastrosa situazione bellica la porta a cambiare in peggio col progredire della serie. Il cambiamento è anche visivo, in quanto le vesti della regina da colorate diventano funeree. Inizialmente non vede in Harlock una grave minaccia e gli salva persino la vita, ma in seguito arriva a pentirsene. Diverse volte ha colloqui-video con Harlock, stupendosi della sua forte volontà di difendere i terrestri, che per lei sono solo un popolo debole e decaduto. Di fronte al piano dei suoi consiglieri di rapire Mayu Oyama come mezzo per far uscire Harlock allo scoperto e distrarlo dalla loro avanzata, Raflesia resiste in un primo momento, considerando una tale tattica non onorevole, ma più avanti si arrende di fronte alla minaccia dell'Arcadia su Mazone, che causa discordia fra alcune fazioni degli alieni. Durante lo scontro finale con Harlock la regina viene ferita. Dopo la sua sconfitta nel loro duello con le spade, Harlock permette però a Raflesia di lasciare la rotta per Terra con il suo popolo e stabilirsi altrove.
Comandante Cleo (司令クレオ?, Shirei Kureo). Comandante dell'armata reale di Mazone, seconda in comando e confidente della regina Raflesia, rapisce Mayu per ottenere l'attenzione di Harlock e attirarlo in battaglia con la regina di Mazone. Durante l'attacco finale Cleo si traveste da Raflesia, per proteggere la regina e viene poi uccisa da Tadashi Daiba.
Comandante Cassandra. La spietata comandante del terzo quadrante dell'armata reale di Mazone, è disposta a utilizzare tattiche disonorevoli per tentare di vincere le battaglie, anche utilizzando la flotta civile di Mazone come scudo contro gli attacchi da parte dell'Arcadia, una tattica ideata in seguito alla distruzione di una nave civile che lei aveva cercato di proteggere e che Harlock aveva erroneamente creduto fosse una nave del comando di Mazone. Rimane uccisa quando Harlock allontana la forza principale della sua flotta con il suo bacino di riparazione cellulare, lasciando la nave di Cassandra indifesa agli attacchi.
Tessius. Scienziata, capo dei civili mazoniani. All'inizio è una fedele alleata della regina e collaboratrice di Cleo e Cassandra, ma spaventata dalle conseguenze pesanti della guerra con la Terra, decide di abbandonare la flotta con un'astronave di civili e di rifugiarsi in un pianeta con un clima freddo ma vivibile per le mazoniane. Raflesia spietatamente dà ordine a Cleo di uccidere lei e tutto il gruppo di civili come traditori.
Laura. Pilota di una navetta nemica, dotata di una particolare bellezza e di poteri psichici. Nel primo scontro Tadashi la vede in volto ed esita a colpirla per pochi decimi di secondo, così Laura lo abbatte facilmente. Successivamente viene catturata da Harlock su una nave in avaria. Riesce ad ipnotizzare Tadashi, facendosi passare per sua madre e a scappare. Nel successivo e decisivo scontro aerospaziale, Laura prova di nuovo ad ingannarlo con i suoi poteri, però il ragazzo riesce a reagire grazie ai consigli di Yuki e ad abbatterla.
Shizuka Namino (波野 静香?, Namino Shizuka). Una spia di Mazone che si fa passare per segretaria del Primo Ministro della Terra. Tenta di assassinare il primo ministro e incolpa Kirita dell'atto, poi libera Kirita dal carcere e tenta di cercare rifugio sull'Arcadia, con l'intento di agire come spia e sabotare la nave dall'interno. Harlock scopre le origini di Shizuka e la costringe ad andarsene. Successivamente però le concede asilo sulla sua nave dopo che la regina Raflesia la condanna a morte per il fallimento. Non potendo tornare dai suoi, Shizuka, mostrando ammirazione e affetto per le azioni nobili di Harlock nel portarla a bordo, finge di voler ribellarsi e lo costringe a ucciderla piuttosto che affrontare morte certa per mano di Mazone. Harlock dice in seguito a Kirita, che voleva bene a Shizuka, che era morta combattendo eroicamente contro Mazone, senza rivelargli che era lei stessa una mazoniana.
Aki e Midorì. Rispettivamente la moglie e la presunta figlia di Maji, futuro pirata spaziale,  che abusano della sua benevolenza per vivere e tramare sulla terra  a sua insaputa. Midori viene rapita dalle mazoniane e diviene un soldato.
Donne pianta. Sono creature di colore verde che vivono in letargo negli alberi della foresta amazzonica terrestre. Su richiamo della regina possono risvegliarsi e assumere le forme delle mazoniane. Il freddo le fa regredire allo stato di piante.

## Manga
L'edizione originale del manga venne pubblicata sul quindicinale Play Comic dalla Akita Shoten dal gennaio 1977 al gennaio 1979. Il manga venne pubblicato per la prima volta in Italia dalla Granata Press sul mensile Z Star, diviso in 15 volumi, da febbraio 1993 a maggio 1994. L'opera venne ri-pubblicata in 5 volumi dalla Panini Comics, con l'etichetta Planet Manga, sul mensile Manga Storie, da agosto a dicembre del 2001. In seguito l'opera è stata ristampata da d/visual e in Italia, nel 2013/2014, da RW Edizioni, utilizzando il senso di lettura originale, che non era stato rispettato dalla Panini Comics.

## Anime

Logo italiano dell'anime

L'anime venne trasmesso in Giappone su TV Asahi dal 14 marzo 1978 al 13 febbraio 1979 e in Italia fu trasmessa la prima volta su Rai 2 nel 1979. Diretta da Rintarō, la serie è caratterizzata da una narrazione drammatica ed una colonna sonora sinfonica eseguita dalla Tokyo Philharmonic Orchestra. Per l'anime vennero appositamente inventati i personaggi di Mayu Ōyama e Mitsuru Kirita, e venne scritto un finale apposito (poiché quello del manga, come spesso accade con Matsumoto, è aperto). 
Benché sia una space opera, l'anime solleva una serie di questioni, dalle sfide della vita degli uomini ai limiti della violenza come una soluzione efficace ai problemi.

### Doppiaggio
| Personaggio     | Voce giapponese                     | Doppiatore italiano                                  |
| --------------- | ----------------------------------- | ---------------------------------------------------- |
| Capitan Harlock | Makio Inoue Kan Tokumaru (ep. 9-10) | Gianni Giuliano                                      |
| Tadashi Daiba   | Akira Kamiya                        | Massimo Rossi (1ª voce) Claudio De Angelis (2ª voce) |
| Kei Yuki        | Chiyoko Kawashima                   | Daniela Nobili                                       |
| Mayu Ōyama      | Chiyoko Kawashima                   | Antonella Baldini                                    |
| Raflesia        | Haruko Kitahama                     | Noemi Gifuni                                         |
| Mitsuru Kirita  | Hidekatsu Shibata                   | Michele Kalamera                                     |
| Yattaran        | Hiroshi Ōtake                       | Leo Gullotta                                         |
| Dr. Zero        | Jōji Yanami                         | Sergio Di Stefano                                    |
| Maji            | Ken'ichi Ogata                      | Paolo Lombardi                                       |
| Meeme           | Noriko Ohara                        | Anna Leonardi                                        |
| Primo Ministro  |                                     | Paolo Lombardi                                       |
| Masu Tsunajima  | Noriko Tsukase                      |                                                      |

### Edizione italiana
Il doppiaggio italiano venne eseguito dalla S.A.S. e diretto da Marco Visconti su dialoghi di Renato Cominetti. Quasi tutti gli episodi subirono dei tagli prima del doppiaggio e le versioni integrali furono recuperate solo con la pubblicazione in DVD. I primi 26 episodi vennero trasmessi per la prima volta su Rai 2 dal 9 aprile all'11 maggio 1979 all'interno del programma contenitore Buonasera con... Rita al circo. La serie non ebbe inizialmente il successo sperato, soffrendo la concorrenza del telefilm Spazio 1999 su Rai 1. L'anime venne mal recepito anche dalla critica: Ugo Buzzolan ne lamentò una faticosa commistione di generi e, più in generale, una convenzionalità di grafica e idee causata da un presunto desiderio di "internazionalizzazione". Gli ascolti arrivarono solo con la trasmissione delle repliche parziali dal 18 settembre all'interno della TV dei ragazzi, e successivamente dei nuovi episodi dal 31 ottobre al 27 novembre dello stesso anno.
Dopo alcune repliche nei primi anni ottanta su canali regionali, nel 1987 la serie venne replicata su Italia 7, che la trasmise successivamente al film Capitan Harlock - L'Arcadia della mia giovinezza e alla serie Capitan Harlock SSX - Rotta verso l'infinito. In seguito venne replicata anche su Junior TV e su varie televisioni locali sino al 1997. Alla fine degli anni novanta passò a Mediaset, che lo trasmise nel 2004 dapprima su Italia 1 e poi su Italia Teen Television. Tre anni dopo, dal 1º maggio 2007 la serie venne replicata su Cultoon della piattaforma a pagamento Sky.
La sigla italiana, Capitan Harlock, scritta da Luigi Albertelli e con la musica di Vince Tempera, venne eseguita da La banda dei bucanieri e pubblicata dalla Fonit Cetra come 45 giri nel 1979 e fu un notevole successo discografico, toccando la seconda posizione dei singoli. Venne in seguito ripubblicata su CD nel 2005 dalla Warner Music nell'album Goldrake & Supersigle. La sigla venne censurata dalla RAI, che sostituì i versi "Il suo teschio è una bandiera che vuol dire libertà, vola all'arrembaggio però un cuore grande ha" con una ripetizione di "Nel suo occhio c'è l'azzurro, nel suo braccio acciaio c'è, nero è il suo mantello, mentre il cuore bianco è". Nelle sigle italiane i realizzatori giapponesi vengono accreditati prima con il cognome e poi con il nome. Inoltre Leiji Matsumoto viene "abbreviato" in Reigi Moto (scritto "Moto Reigi"). Nelle sigle ricostruite per l'edizione DVD gli errori sono stati corretti.
Venne anche realizzato un lungometraggio di montaggio nel 1979, Le nuove avventure di Capitan Harlock - Il pirata dello spazio, ottenuto assemblando alcuni episodi della serie anime, prodotto in Italia dalla Eole Financiere e distribuito dalla Italian Pictures il 10 agosto 1979, durante la pausa della trasmissione in televisione. Gli episodi utilizzati erano già stati trasmessi e venne aggiunta una narrazione per cercare di unire il materiale in un'unica storia generando alcune incongruenze rispetto alla serie. Tra i pochi ad aver recensito il film c'è Paolo Mereghetti, che l'ha definito "ingiudicabile" e ha lamentato il fatto che gli episodi utilizzati non siano tra i migliori dell'anime. Il film venne distribuito anche in Super 8 dalla Silma e in VHS dalla CVR nel 1983.
La distribuzione home video in Italia iniziò fin dal 1979, quando alcuni episodi vennero pubblicati in Super 8 dalla Avo Film Edizioni. La serie completa venne distribuita a partire dal 1996 in 14 VHS dalla Medusa Video, in seguito all'acquisto della serie da parte di Mediaset. Tuttavia, come per i Super 8, il master proveniva dai nastri televisivi, tagli inclusi. La serie integrale e restaurata venne distribuita solo nel 2002 dalla Yamato Video, prima in sei DVD singoli poi in due box da tre DVD ciascuno; le scene precedentemente tagliate sono presenti in giapponese con sottotitoli in italiano. I DVD includono le sigle italiane di apertura e chiusura, ricostruite per l'occasione correggendo alcuni errori. Dal 29 aprile 2016 la serie in versione rimasterizzata è stata pubblicata in undici DVD allegati a Corriere della Sera e La Gazzetta dello Sport.

## Opere correlate

### Serie televisive animate
- Galaxy Express 999, regia di Nobutaka Nishizawa e Masayuki Akehi (1978-1981), serie televisiva animata
- Capitan Harlock SSX - Rotta verso l'infinito regia di Rintarō (1982-1983), serie televisiva animata
- Queen Emeraldas, regia di Yuji Asada (1998-1999), OAV
- Harlock Saga - L'anello dei Nibelunghi, regia di Yoshio Takeuchi (1999), OAV
- Cosmowarrior Zero (2001), OAV
- Gun Frontier regia di Soichiro Zen (2002), serie televisiva animata
- Space Pirate Captain Herlock - The Endless Odyssey, regia di Rintarō (2002), OAV
- Space Symphony Maetel - Galaxy Express 999 Outside, regia di Shin'ichi Masaki (2004), serie televisiva animata

### Lungometraggi
- Galaxy Express 999 - The Movie, regia di Rintarō (1979), film d'animazione
- Addio Galaxy Express 999 - Capolinea Andromeda, regia di Rintarō (1981), film d'animazione
- Capitan Harlock: L'Arcadia della mia giovinezza, regia di Tomoharu Katsumata (1982), film d'animazione
- Queen Millennia - La regina dei mille anni, regia di Leiji Matsumoto (1982), film d'animazione
- Fire Force DNA Sights 999.9, regia di Masayuki Kojima (1998), film d'animazione
- Galaxy Express 999: Eternal Fantasy, regia di Kônosuke Uda (1998), film d'animazione
- Capitan Harlock, regia di Shinji Aramaki (2013), film d'animazione in CGI